# Магдалена Моші
Магдалена Рут Алекс Моші (англ. Magdalena Ruth Alex Moshi; 30 листопада 1990) — танзанійська плавчиня вільним стилем, олімпійка.

## Виступи на Олімпіадах
| Олімпіада           | Вид спорту | Дисципліна                | Місце |
| ------------------- | ---------- | ------------------------- | ----- |
| Пекін 2008          | Плавання   | 50 метрів вільним стилем  | 77    |
| Лондон 2012         | Плавання   | 100 метрів вільним стилем | 45    |
| Ріо-де-Жанейро 2016 | Плавання   | 50 метрів вільним стилем  | 68    |